# Cartoon Network
Cartoon Network ist ein US-amerikanischer Fernsehsender des Turner Broadcasting System, einem Tochterunternehmen von Warner Bros. Discovery. Sein Programm besteht hauptsächlich aus US-amerikanischen und europäischen Zeichentrickserien sowie japanischen Animes. Außerhalb der Vereinigten Staaten gibt es mehrere Cartoon-Network-Sender, die ältesten befinden sich in Großbritannien und Lateinamerika.

## Geschichte
Erstmals strahlte der Sender sein Programm am 1. Oktober 1992 aus; zunächst erhielt man von The WB die Rechte an mehreren Fernsehserien wie Tom & Jerry Kids, Pinky und der Brain, Captain Planet und ThunderCats. Ebenso bediente man sich aus den Archiven der Hanna-Barbera-Serien (Die Jetsons, Familie Feuerstein). Ab 1996 produzierten die Cartoon Network Studios allerdings immer mehr Eigenproduktionen, so genannte Cartoon Cartoons wie Dexters Labor, Johnny Bravo, Cow and Chicken, I Am Weasel und Powerpuff Girls. Der im Jahr 2000 entstandene Fernsehsender Boomerang hat sich auf die Ausstrahlung älterer Serien aus dem angeeigneten Repertoire von Hanna Barbera, Warner Bros. und MGM spezialisiert. Auch einige neue Spin-Off-Serien älterer Cartoons (beispielsweise Duck Dodgers oder Taz-Mania) werden auf Boomerang gezeigt.
Am 1. November 2021 begann Cartoon Network ihr neues "Gestalte deine Welt" (Englisch: "Redraw Your World") Design zu nutzen. Wie angekündigt erhalten nun im Laufe des Jahres 2022 alle anderen Versionen des Senders dieses Design.
In Deutschland mit Sitz in München ist Cartoon Network nur als verschlüsseltes Bezahlfernsehangebot über Kabelfernsehen (Unitymedia, Vodafone Kabel Deutschland, Kabel BW und KabelKiosk), Satellit und IPTV (Arcor, HanseNet, Deutsche Telekom) empfangbar. Seit August 2007 wird der Sender auch auf Satellit verbreitet über den Pay-TV-Anbieter arenaSat und seit dem 1. September 2007 wird er auch über das Sky-Welt-Extra-Paket des Pay-TV-Anbieters Sky Deutschland verbreitet. In der Schweiz ist der Kanal via UPC Schweiz zu empfangen. In Österreich ist der Kanal über UPC empfangbar.
Ab dem Ende der 1990er Jahre nahm Cartoon Network immer mehr Animes in sein Programm auf, heute besitzt der Sender das größte Anime-Programm aller amerikanischen Sender.

## Programm
Miguzi
Miguzi startete am 19. April 2004 und umfasst das Cartoon-Network-Programm zwischen 16:00 und 17:30 Uhr. In diesem Block werden Serien für ein jüngeres Publikum ausgestrahlt, zurzeit sind die Anime-Serien Yu-Gi-Oh! GX und Pokémon sowie die Cartoons Teen Titans und Ben 10 im Programm. Weiterhin wurden mit Serien wie Code Lyoko, Totally Spies und Winx Club (europäische Produktionen) sowie Zatch Bell! (Gash!) und Rave Master (Animes aus Japan) neben amerikanischen Cartoons wie Teenage Mutant Ninja Turtles gezeigt.
Dieser Block wird jedoch in Deutschland nicht gezeigt, da dort Cartoon Network ein Programm mit sich mehrfach wiederholenden Serien besitzt.
Toonami
Der Toonami-Block wird jeden Samstag von 17:30 bis 23:00 Uhr ausgestrahlt, dort werden besonders Anime-Serien für ein jugendliches und erwachsenes Programm gezeigt. Dieses Programm-Fenster wurde erstmals am 17. März 1997 ausgestrahlt. Gezeigt werden erfolgreich Animes wie Dragonball Z, Sailor Moon, One Piece, Naruto und Bobobo-bo Bo-bobo. Aktuell besteht das gesamte Programm aus Animes.
Ebenfalls wie der Miguzi-Block wird der Toonami-Block nicht in Deutschland ausgestrahlt.
adult swim
Im Adult-Swim-Block werden japanische und amerikanische Serien für ein erwachsenes Publikum ausgestrahlt. Es laufen Sendungen wie Robot Chicken, Futurama, Family Guy, Inu Yasha und Ghost in the Shell. Diese Schiene wird in Deutschland allerdings nicht bei Cartoon Network, sondern beim Abo-TV-Sender Warner TV Comedy ausgestrahlt und wurde im Jahr 2016–2017 im Free-TV bei DMAX ausgestrahlt.
Cartoonito
Bei Cartoonito werden Serien wie Flipi und die Pilzlinge, Caillou oder Baby Looney Tunes für Kinder von 2 bis 6 Jahren ausgestrahlt. In Deutschland wurde dieser Block im Abo-TV-Sender Boomerang gezeigt, jetzt kommt es mit dem neuen Design ab dem 1. September 2022 zurück.

## Cartoon Network außerhalb der USA
Am 17. September 1993 startete der Sender in Großbritannien sein Programm, es folgten Lateinamerika und Australien 1995.
Heute gibt es CN-Sender auch in Asien (beispielsweise Indien, Japan, Pakistan, Philippinen, Südkorea, Taiwan), in Deutschland und weiteren europäischen Ländern (beispielsweise Bulgarien, Frankreich, Italien, Polen, Rumänien, Skandinavien, Spanien, Ungarn). Zum größten Teil sind diese nur über Bezahlfernseh-Plattformen zu empfangen.

### Cartoon Network UK & Ireland
In Deutschland war Cartoon Network UK in den 1990er-Jahren über den Astra-Satelliten lange Zeit frei zu empfangen und wurde auch in verschiedene Kabelnetze eingespeist. Der Sender trug damals den Namen Cartoon Network Europe. Seit Oktober 1999 wurde Cartoon Network UK & Ireland dann verschlüsselt, einerseits um Problemen mit dem britischen Bezahlfernseh-Anbieter BSkyB entgegenzutreten, andererseits um mit den mittlerweile zahlreichen länderspezifischen Cartoon-Network-Sendern nicht weiter zu konkurrieren.
In Deutschland und Österreich kann Cartoon Network UK & Ireland seither nicht mehr empfangen werden. In der Schweiz wird in einigen Kabelnetzen das Programm von Cartoon Network France im Zweikanalton (französisch/englisch) ausgestrahlt. Dort hat die Schweiz auch einen eigenen Subfeed für Werbung.

### Cartoon Network Deutschland
Ab dem 3. September 2005 wurde in Deutschland, Österreich und der Schweiz jeden Samstag auf kabel eins ein Cartoon-Network-Programmblock ausgestrahlt. Am 5. Dezember 2006 ging Cartoon Network in Deutschland als Spartenprogramm auf Sendung. Am 19. Dezember 2013 wurde der Cartoon-Network-Programmblock auf kabel eins eingestellt. Seit dem 15. Oktober 2012 wird eine HD-Simulcast-Version von Cartoon Network im Netz von Kabel Deutschland ausgestrahlt.

## Logos

Logo von 1992–2004
Logo von 2004–2010
Logo seit 26. November 2010
Logo des HD-Ablegers seit 15. Oktober 2012

## Derzeitige Sendungen im Programm
- Adventure Time
- Bleib Cool, Scooby-Doo!
- Die fantastische Welt von Gumball
- Die neue Looney Tunes Show
- Die heldenhafte Reise des tapferen Prinz Ivandoe
- DC Super Friends
- Jade Armor
- Looney Tunes Cartoons
- Teen Titans Go!
- We Baby Bears – Bärchen wie wir
- We Bare Bears
- Craig of the Creek
- Total DramaRama
- Ninjago: Aufstieg der Drachen